# Баш майсторът началник
„Баш майсторът началник“ е български телевизионен игрален филм (комедия) от 1983 година на режисьора Петър Б. Василев, по сценарий на Атанас Мандаджиев. Оператор е Крум Крумов. Музиката във филма е композирана от Атанас Косев.

## Актьорски състав
| В главните роли                                   | Изпълнител                               |
| ------------------------------------------------- | ---------------------------------------- |
| Рангел Лелин – Баш майстора                       | Кирил Господинов                         |
| Пенка (Пепи) Гълъбова                             | Валентина Борисова                       |
| професор Робеспиер Гълъбов                        | Юрий Яковлев                             |
| Жорето, син на Баш майстора                       | Любомир Фърков                           |
| Руска Белогушкова, секретарката на Баш майстора   | Мария Стефанова                          |
| Веска, жената на Баш майстора                     | Веселина Николаева                       |
| Престолски                                        | Пенчо Петров                             |
| Ирод Калчев                                       | Валентин Русецки                         |
| д-р Гѐргина                                       | Сашка Братанова                          |
| Кафтанов                                          | Георги Кишкилов                          |
| Куна Конкилева                                    | Стоянка Мутафова                         |
| Куно Конкилев                                     | Георги Георгиев                          |
| Гацо Филето - касапин                             | Иван Григоров                            |
| Чучулигов                                         | Найчо Петров                             |
| Болат ме зъбите                                   | Владимир Давчев                          |
| Спиро Зарзавата                                   | Теофан Хранов                            |
| Колищъркова, проверяващата от строителния контрол | Елизабет Карагеоргиева                   |
| Съкооператорка                                    | Гергана Кофарджиева                      |
| началникът Мухлев                                 | Антон Горчев                             |
| Ясен, син на Гълъбови                             | Ясен Василев (като Ясен Василев-Милевин) |
| Секретарката на Мухлев                            | С. Маркова                               |
|                                                   | Анг. Рядков                              |
| Строителен работник                               | Трифон Джонев                            |
|                                                   | Г. Костов                                |
|                                                   | Т. Досев                                 |
|                                                   | Ив. Димитров                             |
| Човек от опашката пред службата на Баш майстора   | Вл. Русинов                              |
|                                                   | К. Върбанов                              |
|                                                   | Т. Неделчева                             |
|                                                   | Д. Тодорова                              |

и други

## Сюжет
Баш майсторът си купува диплома за средно образование. Назначен е на работа, от която започва да се възползва. Първо започва любовна афера със секретарката си, а след това подлъгва всичките си познати да участват в бъдещ строеж на жилищен блок, от който те ще получат апартаменти.